# Svenska Österbottens litteraturförening
Svenska Österbottens litteraturförening i Vasa grundades 1950 och har till uppgift att främja intresset för litteraturen och stimulera den litterära verksamheten i svenska Österbotten; detta sedan länge med genklang på hela det finlandssvenska skönlitterära fältet. 
Föreningen, som är öppen även för icke-skrivande litteraturintresserade, arrangerar skrivarseminarier samt utger sedan 1954 tidskriften Horisont. Föreningen tillhandahåller vidare lektörer för sina skrivande medlemmar samt har genom sin förlagsverksamhet publicerat dikt- och prosaantologier.